# Iwan Ficzew
Iwan Iwanow Ficzew (bułg. Иван Иванов Фичев, ur. 15 kwietnia 1860 w Wielkim Tyrnowie, zm. 18 listopada 1931 w Sofii) – bułgarski wojskowy, generał porucznik, szef sztabu armii czynnej, minister wojny, historyk wojskowości, członek Bułgarskiej Akademii Nauk.

## Życiorys
Urodził się w Wielkim Tyrnowie, był wnukiem słynnego bułgarskiego architekta – samouka Nikoły Ficzewa. Początkowo uczył się w Wielkim Tyrnowie, a następnie w Gabrowie, gdzie skończył gimnazjum. Następnie wyjechał do Konstantynopola, gdzie uczył się w amerykańskiej szkole Robert College.
Po wybuchu wojny rosyjsko-tureckiej porzucił szkołę, powrócił do kraju i wstąpił na ochotnika do bułgarskiego 8 batalionu ochotniczego. Następnie został tłumaczem w rosyjskiej komendzie miasta Gabrowo, a potem w sztabie rosyjskiego gubernatora w Wielkim Tyrnowie. W latach 1878–1879 był sekretarzem rosyjskiego gubernatora wojskowego w Wielkim Tyrnowie.
Po opuszczeniu przez wojska rosyjskie Bułgarii i przekazaniu władzy administracji cywilnej, w 1880 roku wstąpił do sofijskiej szkoły wojskowej, którą ukończył w 1882 roku. Następnie rozpoczął służbę jako oficer w 20., a następnie 17 batalionie piechoty.
Po wybuchu wojny serbsko-bułgarskiej został dowódcą 2 kompanii w 5 batalionie zapasowym 5 pułku piechoty. Dowodząc nim brał udział w obronie miasta Widyń. Po zakończeniu działań bojowych został dowódcą kompanii w 6 pułku piechoty. Jednocześnie rozpoczął działalność naukową i publicystyczną, został redaktorem gazety „Obrona narodowa” (wydawanej w latach 1886–1887). W lutym 1887 roku był dowódcą zbiorczej kompanii 6 pułku piechoty, z którą uczestniczył w likwidacji zamieszek w Ruse.
Jesienią 1887 roku odbył kurs w wojskowej akademii w Belgii. Po powrocie został w 1888 roku redaktorem magazynu „Военен журнал”, pierwszego oficjalnego czasopisma armii bułgarskiej (wydawanego w latach 1888–1947). Funkcję tę sprawował do 1889 roku, kiedy został skierowany do Akademii Wojskowej w Turynie; ukończył ją w 1891 roku.
Po powrocie do kraju w 1891 został oficerem w sztabie 1 Brygady Piechoty, a następnie został przyjęty w poczet oficerów Sztabu Generalnego i został adiutantem 2 Dywizji Piechoty. W 1893 roku został wykładowcą w dywizyjnej szkole 1 Dywizji Piechoty, jeszcze w tym samym roku został szefem Biura Wyszkolenia w Ministerstwie Wojny. Został wtedy wydawcą specjalnego magazynu wojskowego mówiącego o szkoleniu i nowościach w wojsku „Военни известия”. Funkcję tę pełnił do 1898 roku.
W 1898 został Inspektorem Szkół Wojskowych, jednocześnie był wykładowcą w wyższych klasach szkoły wojskowej w Sofii, gdzie wykładał historię wojskowości i taktykę. W tym czasie został członkiem korespondentem Bułgarskiej Akademii Nauk (członkiem rzeczywistym został w 1909 roku). W 1899 roku został szefem Wydziału Operacyjnego Sztabu Generalnego, funkcję tę pełnił do 1903 roku; w tym czasie odbywał praktyki liniowe pełniąc obowiązki dowódcy 6 pułku piechoty (1900) i szefa sztabu 1 Dywizji Piechoty.
W 1903 roku został zastępcą Szefa Sztabu Generalnego i funkcję tę pełnił do 1907 roku, kiedy został dowódcą 2 Dywizji Piechoty. W dniu 27 marca 1910 roku został szefem Sztabu Generalnego i pełnił tę funkcję w czasie I i II wojny bałkańskiej, uczestniczył także w rozmowach pokojowych z Turcją i podpisał układ rozejmowy w dniu 20 listopada 1912 roku oraz traktat pokojowy w Bukareszcie 28 lipca 1913 roku.
Po demobilizacji armii czynnej został dowódcą 3 Obszaru Wojskowego, będącego odpowiednikiem armii w czasie pokoju. W dniu 1 września 1914 roku został ministrem wojny w trzecim rządzie Wasiła Radosławowa. Funkcję tę sprawował do 6 sierpnia 1915 roku, gdy podał się do dymisji.
W dniu 17 sierpnia 1915 roku został przeniesiony do rezerwy, zamieszkał wtedy w Sofii, gdzie poświęcił się pracy naukowej, publikując szereg prac z zakresu historii wojskowości, uzyskał wtedy tytuł akademika Bułgarskiej Akademii Nauk. W latach 1921–1924 wrócił do działalności publicznej i był ministrem pełnomocnym w Rumunii. Zmarł w Sofii.

## Awanse
- podporucznik (Подпоручик) (30.08.1882)
- porucznik  (Поручик) (30.08.1885)
- kapitan  (Капитан) (01.01.1887)
- major  (Майор) (01.01.1892)
- podpułkownik  (Подполковник) (01.01.1899)
- pułkownik  (Полковник) (01.01.1903)
- generał major  (Генерал-майор) (16.10.1908)
- generał porucznik (Генерал-лейтенант) (01.01.1914)

## Odznaczenia
- Order za Waleczność kl. II
- Order Św. Aleksandra kl. II
- Order Św. Aleksandra kl. III
- Order Św. Aleksandra kl. V
- Order Zasługi Wojskowej kl. I
- Order Zasługi Wojskowej kl. III
- Srebrny Medal Nauki i Sztuki
- Order Stara Płanina I st. z mieczami (pośmiertnie – 20.12.2012)[1]
- Krzyż Komandorski Orderu Legii Honorowej (Francja)
- Order Korony Włoch III st. (Włochy)
- Order Gwiazdy Rumunii III st. (Rumunia)
- Order Lwa i Słońca II st. (Iran)